# Búrhella
Búrhella är ett berg i Färöarna (Kungariket Danmark).   Det ligger i sýslan Norðoyar, i den nordöstra delen av landet, 30 km nordost om huvudstaden Tórshavn. Toppen på Búrhella är 26 meter över havet. Búrhella ligger på ön Borðoy.
Terrängen runt Búrhella är kuperad. Havet är nära Búrhella åt sydost.  Närmaste större samhälle är Klaksvík, 8,1 km väster om Búrhella. Trakten runt Búrhella består i huvudsak av gräsmarker.